# Пережогино
 Пережогино — деревня в Ивановском районе Ивановской области. Входит в состав Тимошихского сельского поселения.

## География
Находится в центральной части Ивановской области на расстоянии приблизительно 20 км на восток-северо-восток по прямой от вокзала станции Иваново.

## История
Известна с 1619 года как деревня с сельцом Плёсского уезда. В 1907 году здесь (тогда деревня Нерехтского уезда Костромской губернии) было учтено 26 дворов.

## Население
Постоянное население составляло 90 человек (1897 год), 154 (1907), 12 в 2002 году (русские 92 %), 20 в 2010.